# 프랑수아앙드레 뱅상
프랑수아앙드레 뱅상(프랑스어: François-André Vincent, 1746년 12월 30일~1816년 8월 4일)은 프랑스의 신고전주의 화가이다.

## 생애

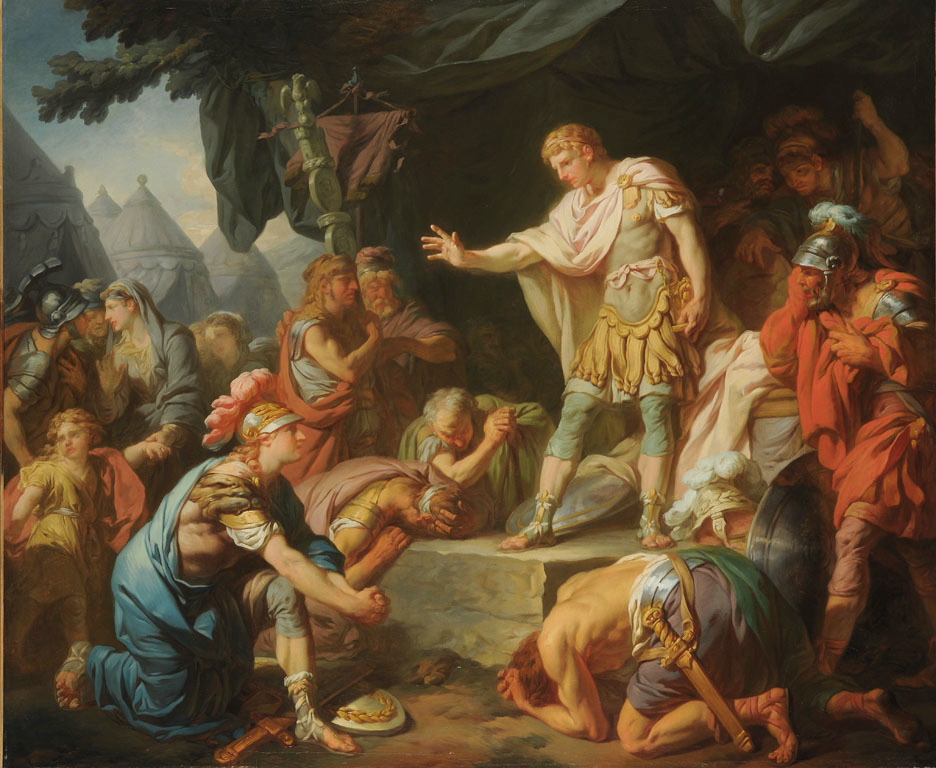
《자신의 진영에서 폭동을 진정시키는 게르마니쿠스》(Germanicus apaise la sédition dans son camp), 1768년, 파리 보자르

뱅상은 1746년 파리에서 초상화 미니어처 화가 프랑수아엘리 뱅상의 아들로 태어났다. 그는 조제프마리 비앙 밑에서 공부했으며 École Royale des Éleves Protégés에 다녔다. 1771년부터 1775년까지 로마 아카데미 드 프랑스에서 공부했다. 그는 1768년 《자신의 진영에서 폭동을 진정시키는 게르마니쿠스》로 로마 대상을 수상한 후 로마로 여행을 떠났고, 자신과 같은 시기에 로마와 나폴리를 방문했던 장오노레 프라고나르의 화풍에 영감을 받아 수많은 초상화를 그렸던 만치니 궁전(Palais Mancini)에 자리를 잡았다.
1790년 뱅상은 루이 16세의 그림 스승으로 임명되었고, 1792년에는 파리의 왕립 회화 조각 아카데미의 교수가 되었다. 1800년에 그는 초상화 화가 아델라이드 라비유기아르와 결혼했다. 그녀는 왕립 아카데미의 회원이자 왕실 화가였다.
뱅상은 비앙 밑에서 같이 공부하고 경쟁자였던 자크루이 다비드와 함께 프랑스 미술의 신고전주의와 역사주의 운동을 선도했다. 그는 고전 고대 예술, 특히 라파엘로를 비롯한 이탈리아 성기 르네상스의 거장들의 영향을 받았다. 뱅상은 신고전주의 양식의 프랑스 미술에서 주제와 테마의 주요 혁신가 중 한 명이었으며 그의 작품은 높은 수준을 자랑했다. 또한 뱅상은 1795년 프랑스 예술 아카데미(프랑스 학술원의 일부이자 왕실 아카데미의 후신)의 창립 멤버 중 한 명이었다. 그는 말년에 건강이 나빠져 그림을 많이 그릴 수 없었음에도 계속해서 공식적인 영예를 받았다.

## 작품

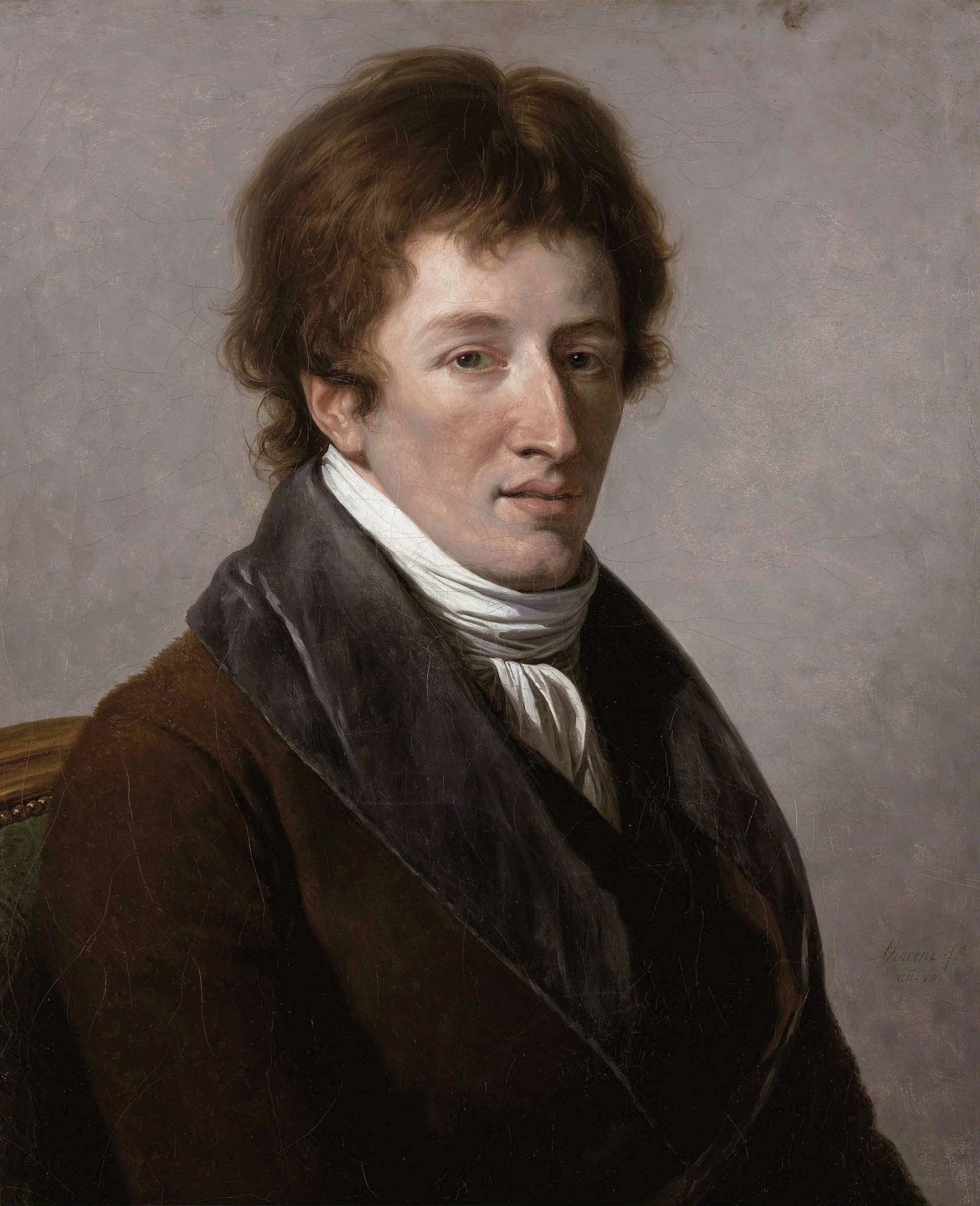
《조르주 퀴비에의 초상화》
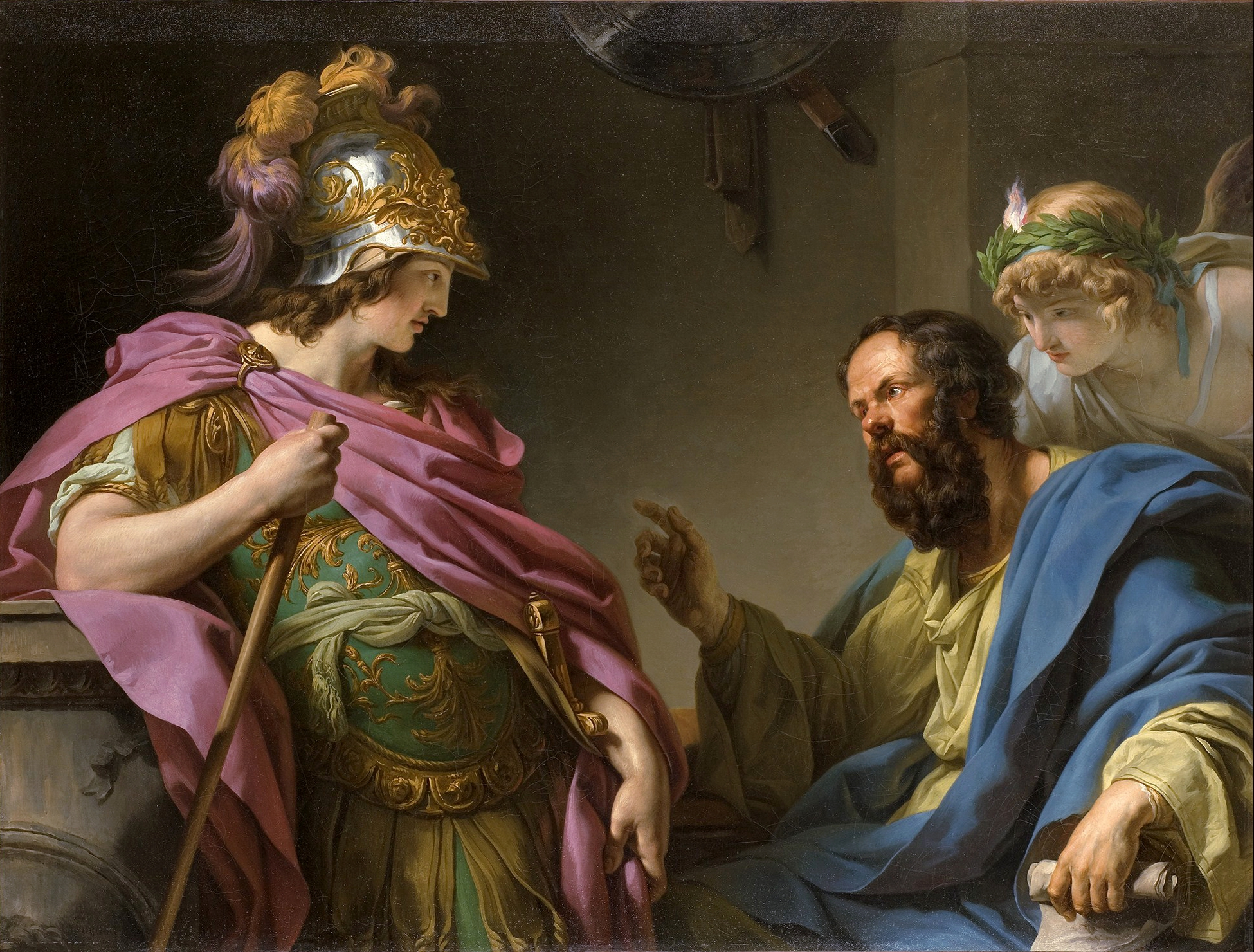
《소크라테스의 가르침을 받는 알키비아데스》, 1776년, 파브르 미술관
《헬렌을 그리기 위해 크로톤의 여성들 중 모델을 선정하고 있는 제우크시스》, 1791년경
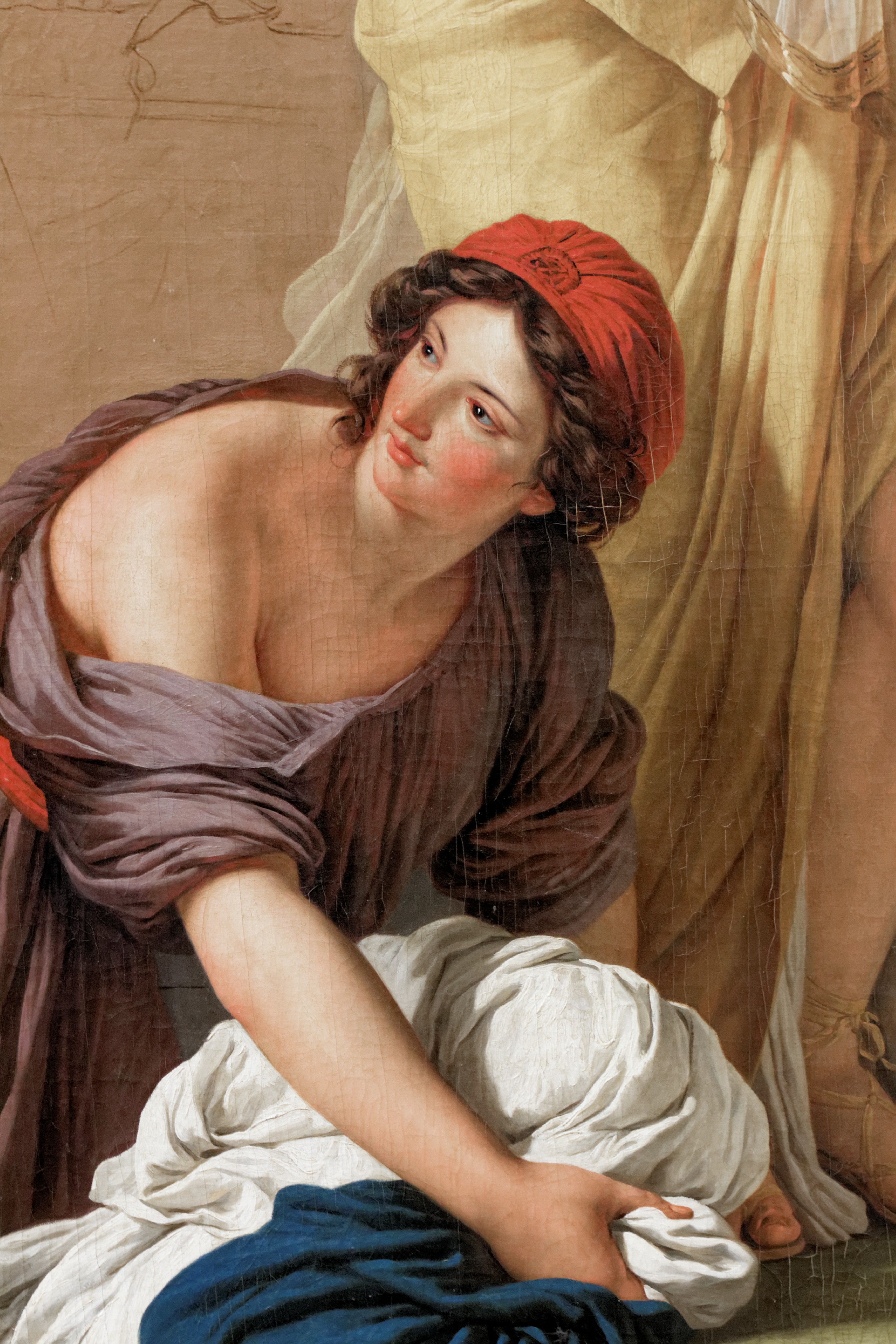
《헬렌을 그리기 위해 크로톤의 여성들 중 모델을 선정하고 있는 제우크시스》, 디테일
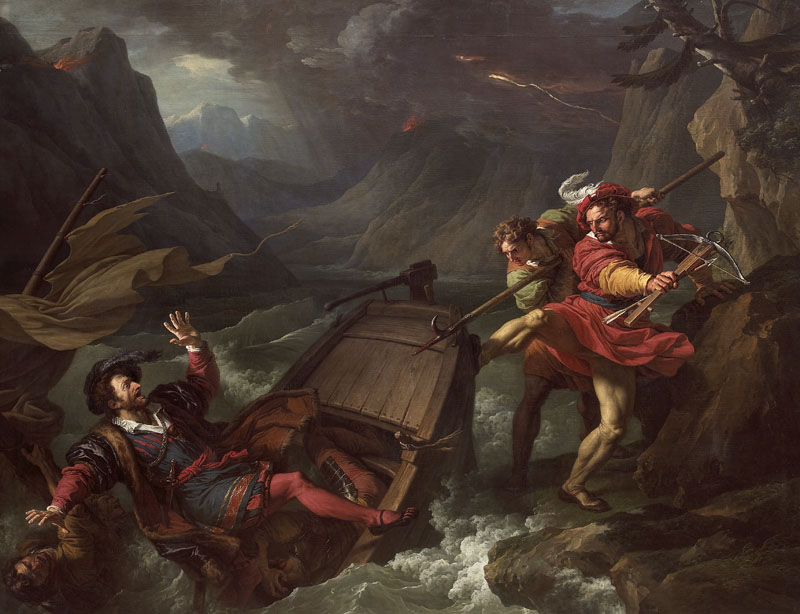
《악센 절벽에서 포로들의 배에서 뛰어내리는 빌헬름 텔》(텔의 도약, Tellensprung), 오귀스탱 미술관
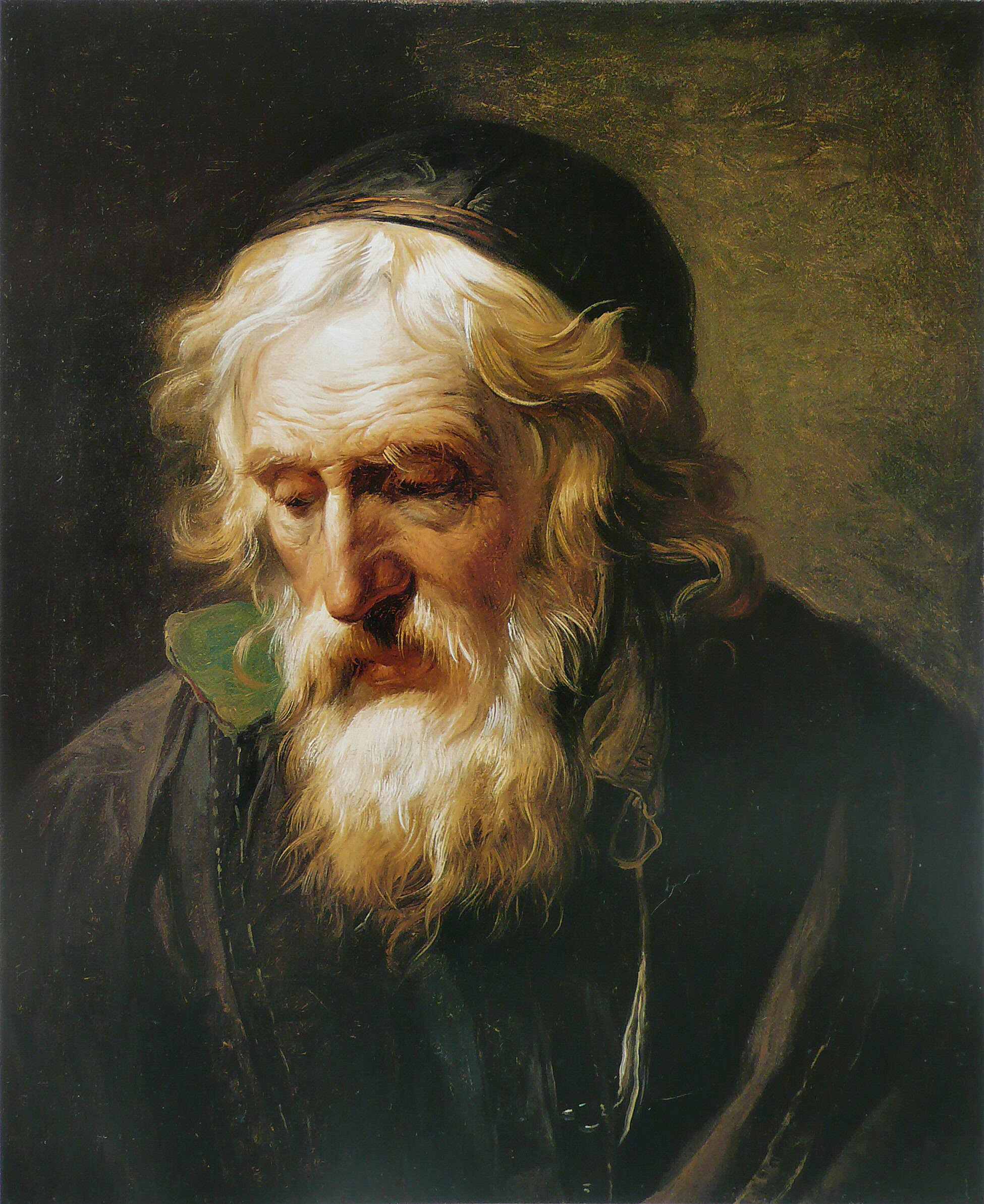
《그리스 사제》, 1782년경
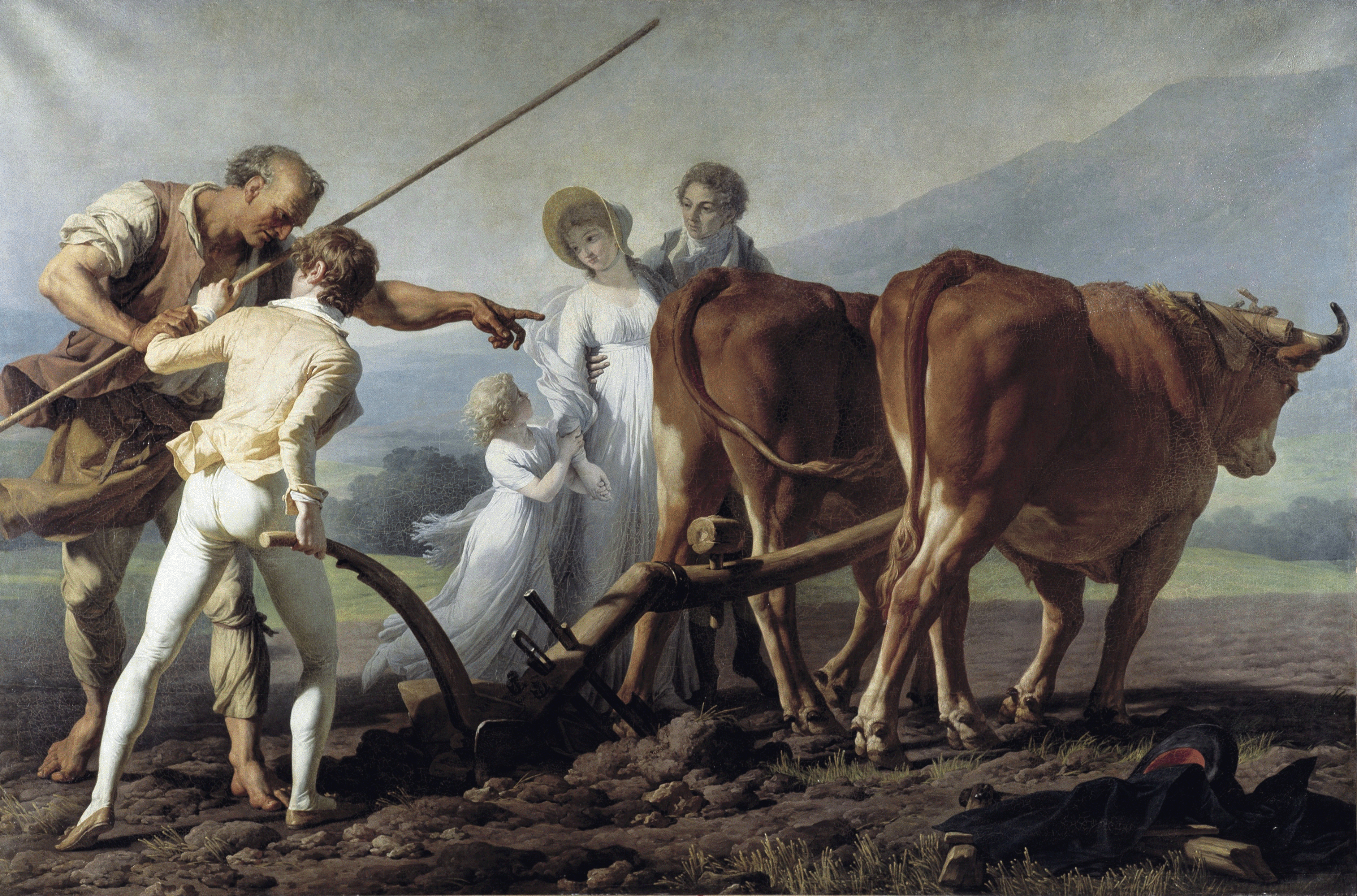
《쟁기질 가르치기》, 1798년, 보르도 미술관
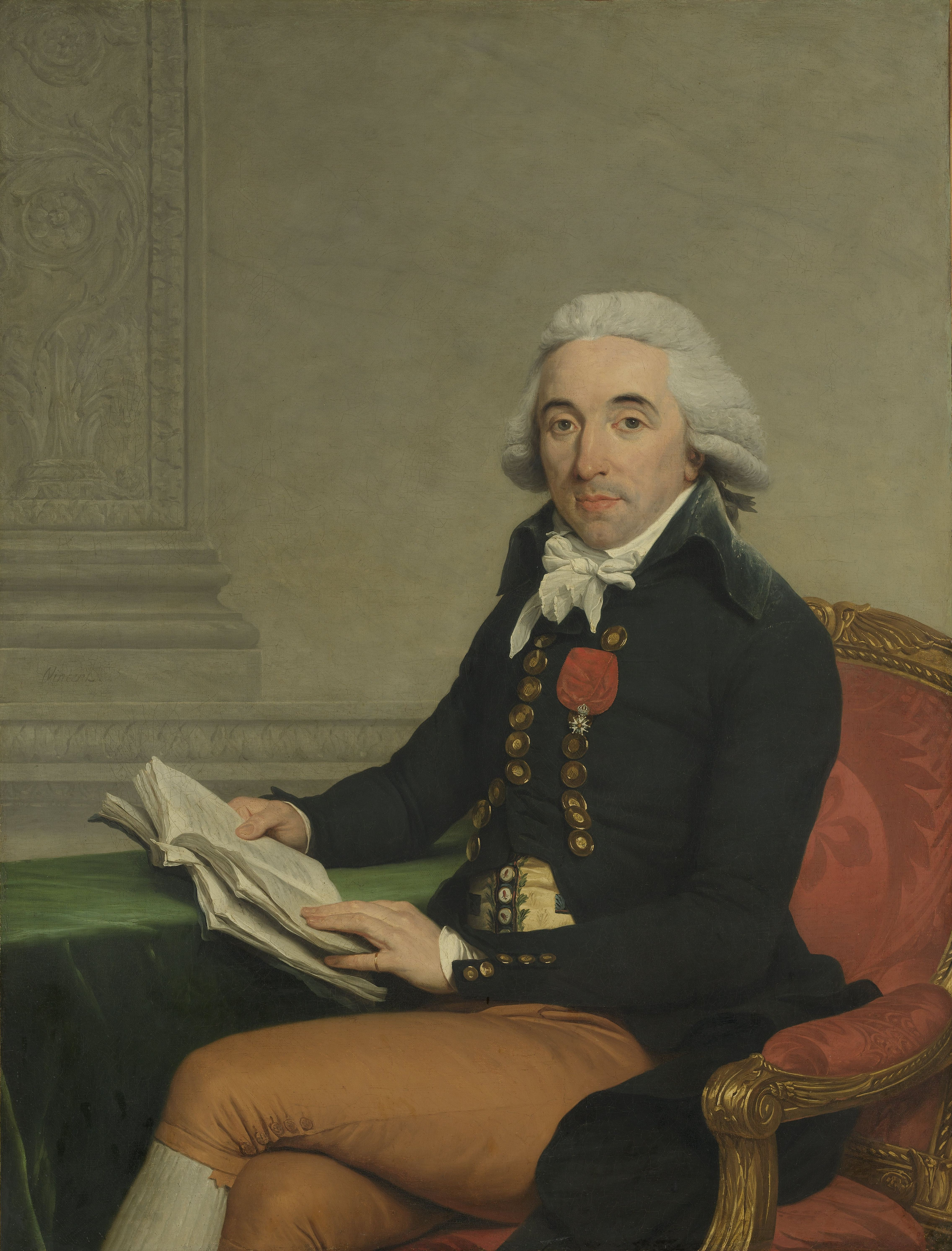
《한 남성의 초상화》, 1795년, 암스테르담 국립미술관
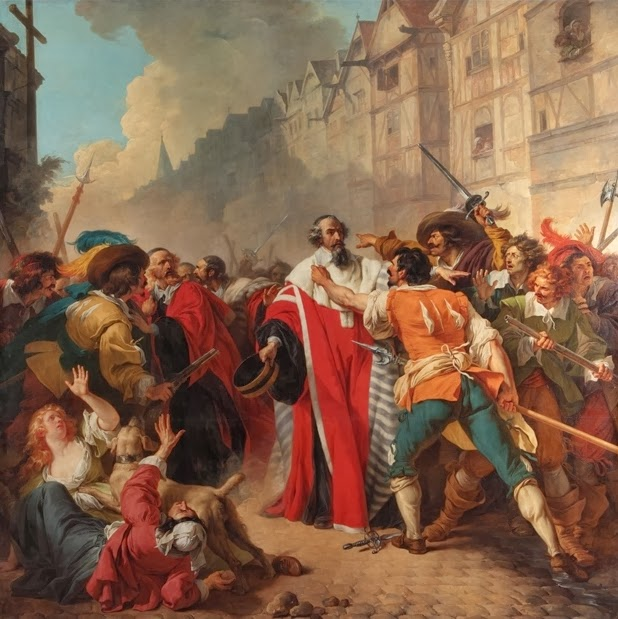
《몰레와 반란군들》(Molé et les factieux), 1779년, 부르봉궁
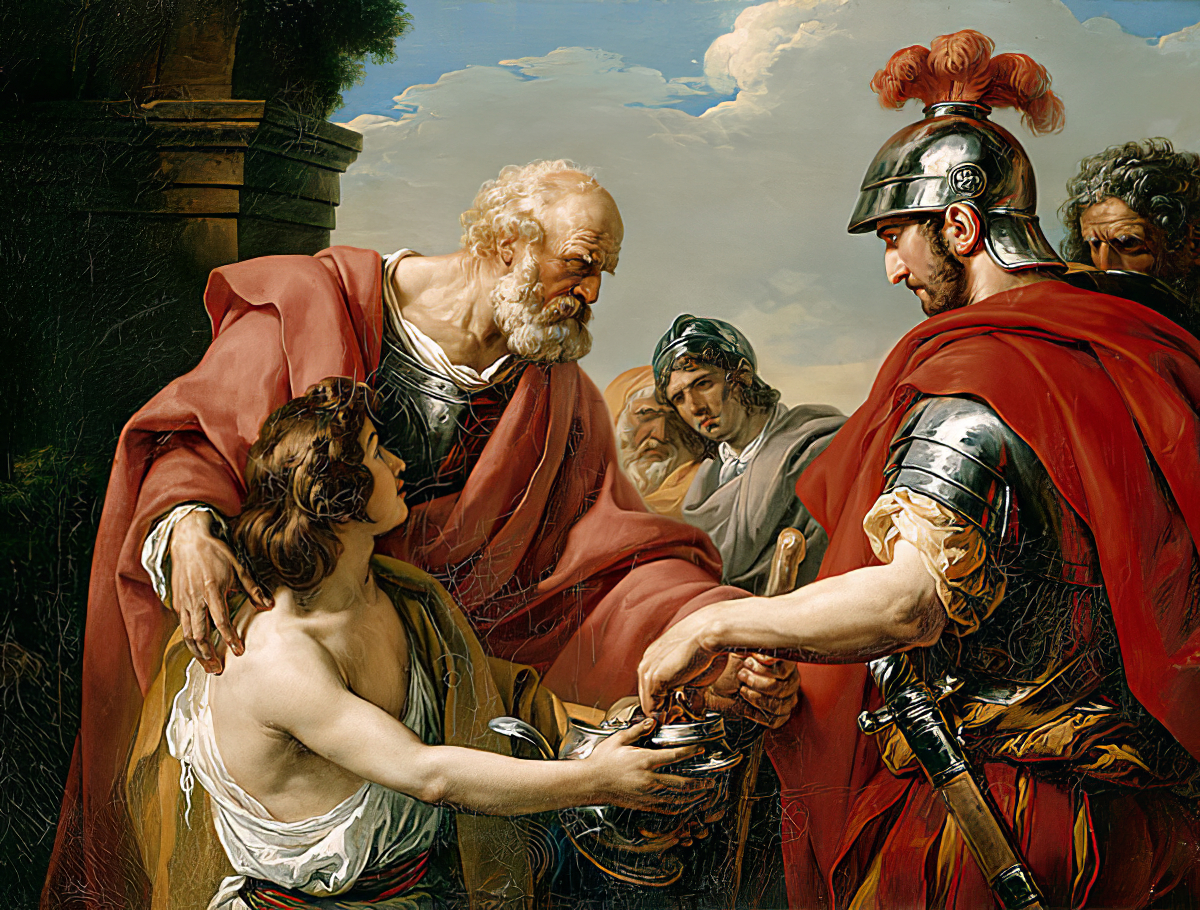
《벨리사리우스》, 1776년, 파브르 미술관
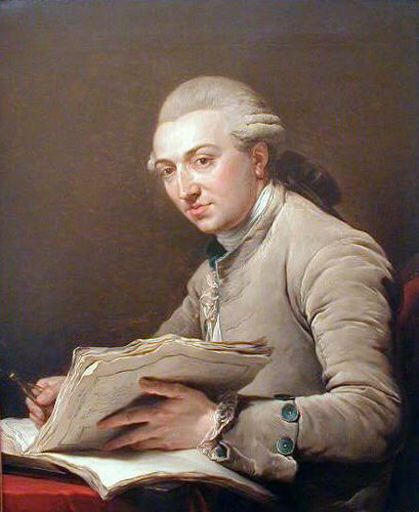
《피에르 루소의 초상화》, 1774년, 피에르 루소(Pierre Rousseau, 1751년~1829년)는 프랑스의 건축가이다.
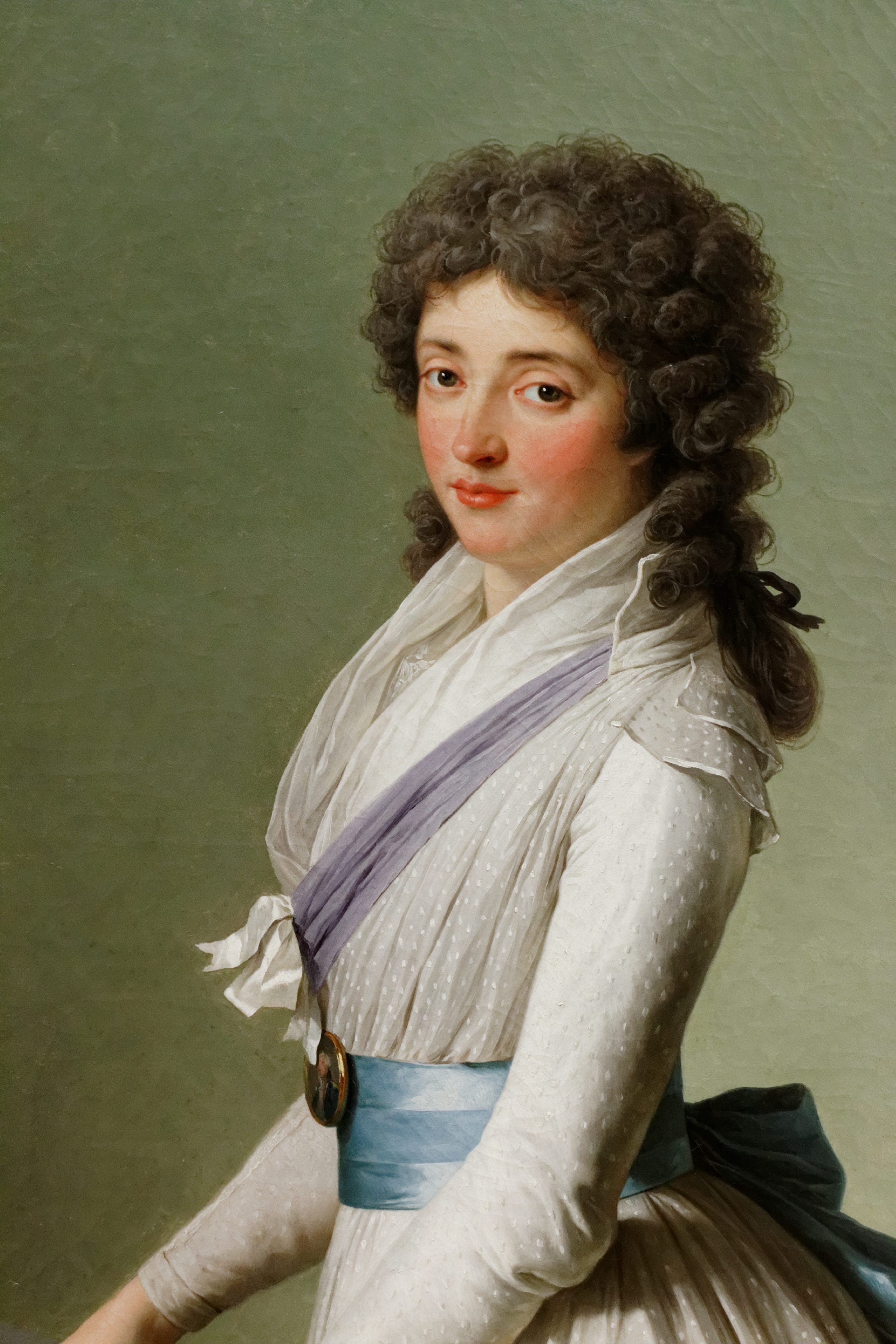
Portrait de la baronne de Chalvet-Souville, née Marie de Broutin, 1793년, 루브르 박물관
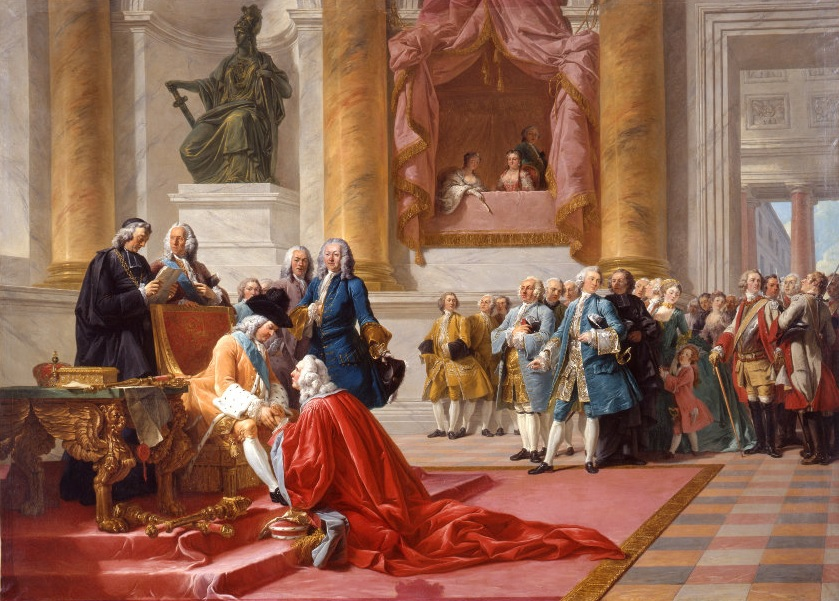
La Galazière créé chancelier de Lorraine et de Barrois par le roi Stanislas, 1778년
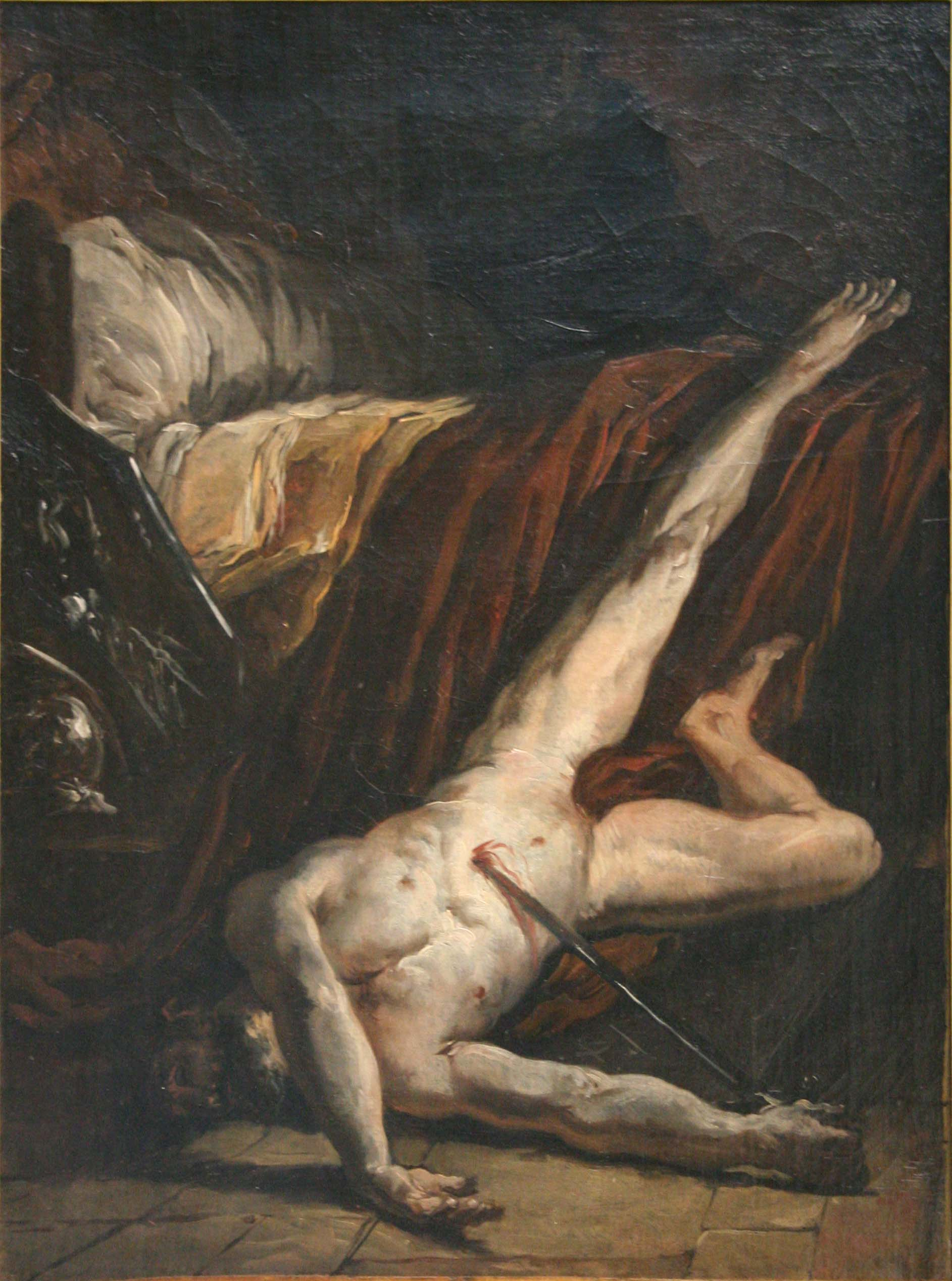
《카토의 죽음》, 1771년경, 파브르 미술관